# Тамаровка (Одесская область)
Тамаровка (укр. Тамарівка) — бывшее село в Раздельнянском районе Одесской области Украины. Было подчинено Каменскому сельскому совету.

## История
Дата основания 1924 год. Основано переселенцами из Черкащины. Названо в честь младшей дочери одного из первых поселенцев. Село состояло из одной улицы, которая простиралась с запада на восток на 800 метров. В центре овраг делил улицу пополам. Село соединял каменный мост. В одной из крестьянских домов функционировал пункт по ликвидации неграмотности.
В августе 1941 года румынская жандармерия и солдаты убили в селе 8 евреев.
В 1947 году хутор относился к Октябрьскому сельскому совету, куда входили: село Амвросиево и хутора Бурдовый, Матышевка, Владимировка, Тамаровка.
До 1951 года в селе существовал колхоз имени Фрунзе. После присоединения хозяйства села к колхозу в Каменке село начало постепенно пустеть, селяне переселялись в соседние сёла, последний житель покинул Тамаровку в 1967 году.
Дата упразднения села — 1972 год.

## География
Было расположено на юго-западе от села Камянка Раздельнянского района.